# فيليبي فرنانديز غارسيا
فيليبي فرنانديز غارسيا (بالإسبانية: Felipe Fernández García)‏ هو عالم عقيدة إسباني، ولد في 30 أغسطس 1935 في  في إسبانيا، وتوفي في 6 أبريل 2012 في سان كريستوبال دي لا لاغونا في إسبانيا بسبب مرض باركنسون.